# Bootie Call
Bootie Call е четвъртият сингъл на британската поп група Ол Сейнтс, излязъл на 31 август 1998 година. Песента е третият поред номер 1 хит в английската класация за песни. Във Великобритания сингълът е с общи продажби 236 хиляди копия.

## Списък

### CD 1
1. „Bootie Call“ (сингъл версия) – 3.36
2. „Bootie Call 98“ (The Director's Kutt) – 4.59
3. „Get Down“ – 4.17

### CD 2
1. „Bootie Call“ (сингъл версия) – 3.36
2. „Never Ever“ (Booker T's вокален mix) – 6.20
3. „I Know Where It's At“ – 6.31
4. „Bootie Call“ (промо видео) – 3.35

### Британска касета
1. „Bootie Call“ (сингъл версия) – 3.36
2. „Bootie Call“ (Club Asylum Skank вокален mix) – 1.35